# Puppetmastaz
Puppetmastaz est un groupe de hip-hop allemand. Fondé dans les années 1990, les membres sont représentés par des marionnettes. Les artistes derrières ces marionnettes incluent AD Hawk, Chilly Gonzales, Mocky, Dave Szigeti, David Skiba, N1tro, Patric Cremer, Blake Worrell. Inventeur des Puppetmastaz et Bandleader : Paul Affeld aka Paul PM - Mister Maloke (Band-Leader et Inventeur de Puppetmastaz),.
Derniers membres : Pilo (Adrian Ilea), Zhi MC (Zhi Yang Trieu) en guise de Tango, Luis Nassowitz et artiste, chanteur et producteur Max Turner (Snuggles depuis 1996) . Au fil de son existence, le groupe fait des featurings et participations avec entre autres Le Peuple de l'Herbe sur le titre El Paso, Modeselektor, Soom T, Maniacx et T.Raumschmiere sur le titre Animal Territory.

## Biographie
Selon ses membres, le nom du groupe est plus une image portant à réfléchir sur l'idée « qui est la marionnette et qui est le maître ? » d'où les paroles « who's the puppet and who's the master? ». Le groupe publie un premier EP intitulé Pet Sound en 2000. Il précède l'EP Zoology en 2003.
En 2007, les Puppetmastaz publient une reprise de la chanson Give Peace a Chance de John Lennon en soutien à Amnesty International. En juin 2009, ils lancent leur propre magazine satirique intitulé Puppetry Fair - The Glossy Gossip Gazette. La même année, ils tournent en Allemagne, en Espagne, en France, en Autriche, au Japon en Belgique. Le groupe se reforme en 2012 pour sortir un nouvel album Revolve and Step Up qui est sorti le 26 mars 2012.
Le sixième album du groupe, Keep Yo Animal, est publié le 27 mai 2016. Il fait notamment participer l'artiste Hippocampe Fou. En mai 2016, ils sont annoncés aux Z'Éclectiques en France. Le 29 octobre 2016, le groupe se produit sur la scène du festival des Rockomotives à Vendôme.

## Marionnettes
- Mr. Maloke
- Panic the Pig
- Snuggles the Bunny
- Wizard the Lizard
- Ducci Prosetti
- HipHopNotist
- Frogga
- Ricardo Prosetti
- Flix
- Turbid the Toad
- Ryno
- Pit
- Dino Prosetti
- E-Wizz
- Midi Mighty Moe
- Big Eye
- Rita
- Keil Pittler
- Bloke
- Croucholina
- Croucho
- Lisa
- Buddah
- Richelieux
- Hammerhead
- Dogga Dacoda
- Dojo
- Harold
- BumbleBee
- Dc-gold
- Buggles
- Squidrick AKA Squid One
- Tango
- J.B

## Discographie

### Albums studio

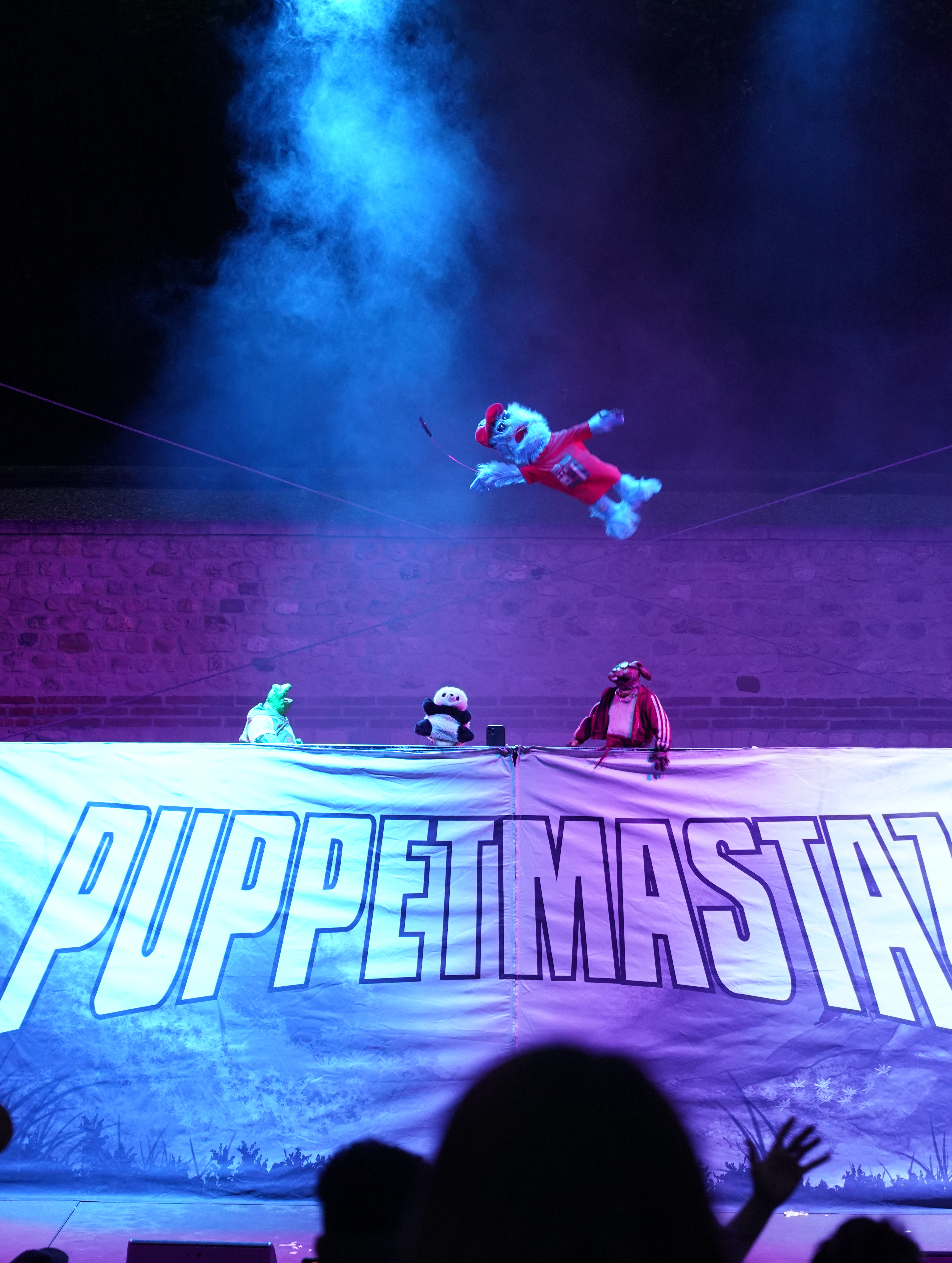
Tournée de Welcome to the Zoo, lors de Orbis Pictus à Reims.

- 2003 : Creature Funk
- 2006 : Creature Shock Radio
- 2007 : Clones - Live in Berlin
- 2008 : The Takeover
- 2009 : The Break Up
- 2012 : Revolve And Step Up!
- 2016 : Keep Yo Animal
- 2019 : Sweet Sugar Rush
- 2023 : Welcome to the Zoo

### EPs
- 2000 : Pet Sound
- 2003 : Zoology